# Campionato Italiano Rally Terra 2025
Il Campionato Italiano Rally Terra 2025 si snoda su 6 prove, distribuite su tutto il territorio nazionale, con partenza l'otto marzo al Rally Città di Foligno e conclusione il 9 novembre al Rally delle Marche.

## Calendario
| Calendario definitivo | Calendario definitivo | Calendario definitivo                  | Calendario definitivo | Calendario definitivo |
| Tappa                 | Data                  | Rally                                  | Sede                  | Coeff.                |
| --------------------- | --------------------- | -------------------------------------- | --------------------- | --------------------- |
| 1                     | 8-9 marzo             | 4° Rally Città di Foligno              | Foligno               | 1                     |
| 2                     | 29-30 marzo           | 16° Rally della Val d'Orcia            | Radicofani            | 1                     |
| 3                     | 3-4 maggio            | 32° Rally Adriatico                    | Urbino                | 1                     |
| 4                     | 12-13 luglio          | 53° San Marino Rally                   | San Marino            | 1                     |
| 5                     | 27-28 settembre       | 22° Rally dei Nuraghi e del Vermentino | Berchidda             | 1                     |
| 6                     | 8-9 novembre          | 18° Rally delle Marche                 | Cingoli               | 1,5                   |

## Iscritti
Vengono segnati solamente gli equipaggi a bordo di vetture Rally2/R5.
| Squadre iscritte al campionato costruttori | Squadre iscritte al campionato costruttori | Squadre iscritte al campionato costruttori | Squadre iscritte al campionato costruttori | Squadre iscritte al campionato costruttori | Squadre iscritte al campionato costruttori | Squadre iscritte al campionato costruttori | Squadre iscritte al campionato costruttori |
| Costruttori                                | Auto                                       | Squadre                                    | Pneumatici                                 | Piloti                                     | Copiloti                                   | Gare                                       |                                            |
| ------------------------------------------ | ------------------------------------------ | ------------------------------------------ | ------------------------------------------ | ------------------------------------------ | ------------------------------------------ | ------------------------------------------ | ------------------------------------------ |
| Škoda                                      | Škoda Fabia RS Rally2                      | Movisport                                  | P                                          | Alberto Battistolli                        | Simone Scattolin                           | 1-4                                        |                                            |
| Škoda                                      | Škoda Fabia RS Rally2                      | Movisport                                  | P                                          | Giovanni Trentin                           | Alessandro Franco                          | 1-4                                        |                                            |
| Škoda                                      | Škoda Fabia RS Rally2                      | Gass Racing                                | P                                          | Tommaso Ciuffi                             | Pietro Cigni                               | 1-4                                        |                                            |
| Škoda                                      | Škoda Fabia RS Rally2                      | Hawk Racing Club Srl                       | P                                          | Giacomo Costenaro                          | Justin Bardini                             | 2-3                                        |                                            |
| Škoda                                      | Škoda Fabia RS Rally2                      | Turismotor's                               | P                                          | Matteo Gamba                               | Francesco Pezzoli                          | 4                                          |                                            |
| Škoda                                      | Škoda Fabia RS Rally2                      | Promotor                                   | M                                          | Jaakko Lavio                               | Antti Haapala                              | 1                                          |                                            |
| Škoda                                      | Škoda Fabia RS Rally2                      | Movisport                                  | M                                          | Mattia Scandola                            | Nicolò Gonella                             | 4                                          |                                            |
| Škoda                                      | Škoda Fabia RS Rally2                      | Scuderia Malatesta                         | M                                          | Angelo Pucci Grossi                        | Francesco Cardinali                        | 1-3                                        |                                            |
| Škoda                                      | Škoda Fabia RS Rally2                      | MRC Sport                                  | H                                          | Liam Müller                                | Alexander Hirsch                           | 1-3                                        |                                            |
| Škoda                                      | Škoda Fabia RS Rally2                      | MS Munaretto                               | H                                          | Mille Johansson                            | Johan Grönvall                             | 1-3                                        |                                            |
| Škoda                                      | Škoda Fabia Rally2 evo                     | Movisport                                  | P                                          | Emanuele Dati                              | Daiana Darderi                             | 1-2                                        |                                            |
| Škoda                                      | Škoda Fabia Rally2 evo                     | Movisport                                  | P                                          | Christian Tiramani                         | Fabio Grimaldi                             | 1-3                                        |                                            |
| Škoda                                      | Škoda Fabia Rally2 evo                     | Movisport                                  | P                                          | Christian Tiramani                         | Sauro Farnocchia                           | 4                                          |                                            |
| Škoda                                      | Škoda Fabia Rally2 evo                     | Rally Team New Turbomark                   | P                                          | Alessandro Zorzi                           | Samuele Pellegrino                         | 1                                          |                                            |
| Škoda                                      | Škoda Fabia Rally2 evo                     | Rally Team New Turbomark                   | P                                          | Alessandro Zorzi                           | Roberta Franzoni                           | 3-4                                        |                                            |
| Škoda                                      | Škoda Fabia Rally2 evo                     | Pintarally Motorsport S.S.D. a R.L.        | P                                          | Fabio Farina                               | Sergio Raccuia                             | 1-4                                        |                                            |
| Škoda                                      | Škoda Fabia Rally2 evo                     | M.R.C. Sport                               | P                                          | Tamara Molinaro                            | Giacomo Ciucci                             | 2-3                                        |                                            |
| Škoda                                      | Škoda Fabia Rally2 evo                     | Movisport                                  | M                                          | Mattia Scandola                            | Nicolò Gonella                             | 3                                          |                                            |
| Škoda                                      | Škoda Fabia R5                             | Movisport                                  | M                                          | Mattia Scandola                            | Nicolò Gonella                             | 1                                          |                                            |
| Citroën                                    | Citroën C3 Rally2                          | RO Racing                                  | M                                          | Paolo Andreucci                            | Rudy Briani                                | 1-4                                        |                                            |
| Citroën                                    | Citroën C3 Rally2                          | RO Racing                                  | M                                          | Nicolò Marchioro                           | Marco Marchetti                            | 1-4                                        |                                            |
| Hyundai                                    | Hyundai i20 N Rally2                       | Meteco Corse                               | M                                          | Fabio Andolfi                              | Marco Menchini                             | 1                                          |                                            |
| Hyundai                                    | Hyundai i20 N Rally2                       | Gass Racing                                | P                                          | Benjamin Korhola                           | Kristian Temonen                           | 1-2                                        |                                            |
| Toyota                                     | Toyota GR Yaris Rally2                     | Turismotor's                               | P                                          | Matteo Gamba                               | Francesco Pezzoli                          | 1-2                                        |                                            |
| Toyota                                     | Toyota GR Yaris Rally2                     | Massimiliano Tonso                         | P                                          | Massimiliano Tonso                         | Pietro Elia Ometto                         | 1-4                                        |                                            |
| Toyota                                     | Toyota GR Yaris Rally2                     | Hawk Racing Club Srl                       | M                                          | Simone Romagna                             | Stefano Tiraboschi                         | 1                                          |                                            |
| Toyota                                     | Toyota GR Yaris Rally2                     | Hawk Racing Club Srl                       | M                                          | Simone Romagna                             | Dino Lamonato                              | 2                                          |                                            |
| Toyota                                     | Toyota GR Yaris Rally2                     | Gass Racing                                | M                                          | Benjamin Korhola                           | Kristian Temonen                           | 3                                          |                                            |
| Toyota                                     | Toyota GR Yaris Rally2                     | Gass Racing                                | M                                          | Benjamin Korhola                           | Patric Öhman                               | 4                                          |                                            |
| Fonti:                                     |                                            |                                            |                                            |                                            |                                            |                                            |                                            |

## Risultati

### Assoluta
| Gara | Nome rally                                     | Vincitori | Vincitori                            | Vincitori                           | Vincitori | Statistiche | Statistiche | Statistiche | Statistiche | Statistiche |
| Gara | Nome rally                                     | Nº        | Pilota e copilota                    | Squadra e vettura                   | Tempo     | Speciali    | Lunghezza   | Iscritti    | Partiti     | Arrivati    |
| ---- | ---------------------------------------------- | --------- | ------------------------------------ | ----------------------------------- | --------- | ----------- | ----------- | ----------- | ----------- | ----------- |
| 1    | 4° Rally Città di Foligno (8-9 marzo 2025)     | 2         | Tommaso Ciuffi Pietro Cigni          | Gass Racing (Škoda Fabia RS Rally2) | 51'01"6   | 9           | 76,38 km    | 22          | 22          | 16          |
| 2    | 16° Rally della Val D'Orcia (29-30 marzo 2025) | 4         | Paolo Andreucci Rudy Briani          | RO Racing (Citroën C3 Rally2)       | 51'06"7   | 10          | 79,20 km    | 22          | 22          | 17          |
| 3    | 32° Rally Adriatico (3-4 maggio 2025)          | 3         | Alberto Battistolli Simone Scattolin | Movisport (Škoda Fabia RS Rally2)   | 46'04"4   | 9           | 71,07 km    | 19          | 18          | 14          |
| 4    | 53° San Marino Rally (12-13 luglio 2025)       | 3         | Giovanni Trentin Alessandro Franco   | Movisport (Škoda Fabia RS Rally2)   | 58'32"9   | 9           | 74,85 km    | 16          | 15          | 11          |

### MRF Trofeo Rally Terra
| Gara | Nome rally                                     | Vincitori | Vincitori                               | Vincitori                                  | Vincitori | Statistiche | Statistiche | Statistiche | Statistiche | Statistiche |
| Gara | Nome rally                                     | Nº        | Pilota e copilota                       | Squadra e vettura                          | Tempo     | Speciali    | Lunghezza   | Iscritti    | Partiti     | Arrivati    |
| ---- | ---------------------------------------------- | --------- | --------------------------------------- | ------------------------------------------ | --------- | ----------- | ----------- | ----------- | ----------- | ----------- |
| 1    | 4° Rally Città di Foligno (8-9 marzo 2025)     | 22        | Nicolò Marchioro Marco Marchetti        | RO Racing (Citroën C3 Rally2)              | 53'50"7   | 9           | 76,38 km    | 9           | 9           | 7           |
| 2    | 16° Rally della Val D'Orcia (29-30 marzo 2025) | 14        | Angelo Pucci Grossi Francesco Cardinali | Scuderia Malatesta (Škoda Fabia RS Rally2) | 52'40"1   | 10          | 79,20 km    | 11          | 11          | 9           |
| 3    | 32° Rally Adriatico (3-4 maggio 2025)          | 19        | Nicolò Marchioro Marco Marchetti        | RO Racing (Citroën C3 Rally2)              | 48'33"2   | 9           | 71,07 km    | 6           | 6           | 6           |
| 4    | 53° San Marino Rally (12-13 luglio 2025)       | 7         | Nicolò Marchioro Marco Marchetti        | RO Racing (Citroën C3 Rally2)              | 1h00'20"7 | 9           | 74,85 km    | 5           | 5           | 4           |

### Pirelli STAR Gravel 4RM
| Gara | Nome rally                                     | Vincitori | Vincitori                          | Vincitori                           | Vincitori | Statistiche | Statistiche | Statistiche | Statistiche | Statistiche |
| Gara | Nome rally                                     | Nº        | Pilota e copilota                  | Squadra e vettura                   | Tempo     | Speciali    | Lunghezza   | Iscritti    | Partiti     | Arrivati    |
| ---- | ---------------------------------------------- | --------- | ---------------------------------- | ----------------------------------- | --------- | ----------- | ----------- | ----------- | ----------- | ----------- |
| 1    | 4° Rally Città di Foligno (8-9 marzo 2025)     | 2         | Tommaso Ciuffi Pietro Cigni        | Gass Racing (Škoda Fabia RS Rally2) | 51'01"6   | 9           | 76,38 km    | 9           | 9           | 7           |
| 2    | 16° Rally della Val D'Orcia (29-30 marzo 2025) | 2         | Tommaso Ciuffi Pietro Cigni        | Gass Racing (Škoda Fabia RS Rally2) | 51'13"3   | 10          | 79,20 km    | 11          | 11          | 8           |
| 3    | 32° Rally Adriatico (3-4 maggio 2025)          | 1         | Tommaso Ciuffi Pietro Cigni        | Gass Racing (Škoda Fabia RS Rally2) | 46'10"6   | 9           | 71,07 km    | 7           | 7           | 6           |
| 4    | 53° San Marino Rally (12-13 luglio 2025)       | 3         | Giovanni Trentin Alessandro Franco | Movisport (Škoda Fabia RS Rally2)   | 58'32"9   | 9           | 74,85 km    | 9           | 9           | 7           |

### Pirelli STAR Rally4 - Terra
| Gara | Nome rally                                     | Vincitori | Vincitori                          | Vincitori                         | Vincitori | Statistiche | Statistiche | Statistiche | Statistiche | Statistiche |
| Gara | Nome rally                                     | Nº        | Pilota e copilota                  | Squadra e vettura                 | Tempo     | Speciali    | Lunghezza   | Iscritti    | Partiti     | Arrivati    |
| ---- | ---------------------------------------------- | --------- | ---------------------------------- | --------------------------------- | --------- | ----------- | ----------- | ----------- | ----------- | ----------- |
| 1    | 4° Rally Città di Foligno (8-9 marzo 2025)     | 46        | Davide Bartolini Alexandra Punache | MDM Racing (Peugeot 208 Rally4)   | 56'55"2   | 9           | 76,38 km    | 5           | 5           | 4           |
| 2    | 16° Rally della Val D'Orcia (29-30 marzo 2025) | 54        | Marco Zanin Elia De Guio           | Vimotorsport (Peugeot 208 Rally4) | 56'44"9   | 10          | 79,20 km    | 3           | 3           | 3           |
| 3    | 32° Rally Adriatico (3-4 maggio 2025)          | 34        | Marco Zanin Elia De Guio           | Vimotorsport (Peugeot 208 Rally4) | 50'50"    | 9           | 71,07 km    | 5           | 5           | 4           |
| 4    | 53° San Marino Rally (12-13 luglio 2025)       | 32        | Marco Zanin Elia De Guio           | Vimotorsport (Peugeot 208 Rally4) | 1h04'40"7 | 9           | 74,85 km    | 2           | 2           | 2           |

### Trofeo N5 Terra
| Gara | Nome rally                                     | Vincitori | Vincitori                     | Vincitori                   | Vincitori | Statistiche | Statistiche | Statistiche | Statistiche | Statistiche |
| Gara | Nome rally                                     | Nº        | Pilota e copilota             | Squadra e vettura           | Tempo     | Speciali    | Lunghezza   | Iscritti    | Partiti     | Arrivati    |
| ---- | ---------------------------------------------- | --------- | ----------------------------- | --------------------------- | --------- | ----------- | ----------- | ----------- | ----------- | ----------- |
| 1    | 16° Rally della Val D'Orcia (29-30 marzo 2025) | 37        | David Bizzozero Denis Tosetto | La Superba (Citroën DS3 N5) | 59'04"7   | 10          | 79,20 km    | 3           | 3           | 3           |
| 2    | 53° San Marino Rally (12-13 luglio 2025)       | 20        | David Bizzozero Denis Tosetto | La Superba (Citroën DS3 N5) | 1h07'15"5 | 9           | 74,85 km    | 4           | 4           | 3           |

## Classifica

### Piloti
| Pos. | Pilota              | CFO | VOR | ADR | SMA | NVE | MAR | Punti |
| ---- | ------------------- | --- | --- | --- | --- | --- | --- | ----- |
| 1    | Tommaso Ciuffi      | 15  | 12  | 12  | 12  |     |     | 51    |
| 2    | Giovanni Trentin    | 10  | 5   | 10  | 15  |     |     | 40    |
| 3    | Alberto Battistolli | 12  | 10  | 15  | Rit |     |     | 37    |
| 4    | Paolo Andreucci     | 8   | 15  | Rit |     |     |     | 23    |
| 5    | Mille Johansson     | 6   | 8   | 8   |     |     |     | 22    |
| 6    | Matteo Fontana      | Rit | 0   | 4   | 10  |     |     | 14    |
| 7    | Giacomo Costenaro   |     | 6   | 6   |     |     |     | 12    |
| 8    | Fabio Farina        | 3   | 2   | 5   | Rit |     |     | 10    |
| 9    | Benjamin Korhola    | Rit | Rit | Rit | 8   |     |     | 8     |
| 10   | Liam Müller         | 5   | 3   |     |     |     |     | 8     |
| 11   | Christian Tiramani  | 4   | 1   | 3   | Rit |     |     | 8     |
| 12   | Matteo Gamba        | 1   | 0   |     | 6   |     |     | 7     |
| 13   | Nicolò Marchioro    | 0   | 0   | 2   | 5   |     |     | 7     |
| 14   | Angelo Pucci Grossi | Rit | 4   | 1   |     |     |     | 5     |
| 15   | Mattia Scandola     | Rit |     | 0   | 4   |     |     | 4     |
| 16   | Massimiliano Tonso  | 0   | 0   | Rit | 3   |     |     | 3     |
| 17   | Jaakko Lavio        | 2   |     |     |     |     |     | 2     |
| 17   | Alessandro Zorzi    | Rit | 0   | 0   | 2   |     |     | 2     |
| 19   | Maurizio Pusceddu   |     | 0   |     | 1   |     |     | 1     |
| Pos. | Pilota              | CFO | VOR | ADR | SMA | NVE | MAR | Punti |

### Piloti 4WD
| Pos. | Pilota              | CFO | VOR | ADR | SMA | NVE | MAR | Punti |
| ---- | ------------------- | --- | --- | --- | --- | --- | --- | ----- |
| 1    | Matteo Fontana      | Rit | 15  | 15  | 15  |     |     | 45    |
| 2    | Walter Lamonato     | 10  | 10  | Rit | 12  |     |     | 32    |
| 3    | Paolo Maria Tosetto | 12  | 0   | 12  |     |     |     | 24    |
| 4    | David Bizzozero     | 6   | 6   | 10  |     |     |     | 22    |
| 5    | Ludwig Zigliani     | 4   | 1   | 10  | 3   |     |     | 18    |
| 6    | Flandy              | 8   | 8   |     |     |     |     | 16    |
| 7    | Alex Lorenzato      | 15  |     |     |     |     |     | 15    |
| 8    | Fabrizio Martinis   |     | 12  |     |     |     |     | 12    |
| 9    | Maurizio Pusceddu   |     | 3   |     | 8   |     |     | 11    |
| 10   | Federico Moretto    |     | 5   |     | 6   |     |     | 11    |
| 11   | Flavio Tarantino    | 5   | Rit |     |     |     |     | 5     |
| 11   | Elia Pignani        |     |     |     | 5   |     |     | 5     |
| 13   | Mirko Cairoli       |     | 4   |     |     |     |     | 4     |
| 13   | Fabrizio Paris      |     |     |     | 4   |     |     | 4     |
| 15   | Paolo Sulmoni       |     | 2   |     |     |     |     | 2     |
| Pos. | Pilota              | CFO | VOR | ADR | SMA | NVE | MAR | Punti |

### Navigatori
| Pos. | Pilota               | CFO | VOR | ADR | SMA | NVE | MAR | Punti |
| ---- | -------------------- | --- | --- | --- | --- | --- | --- | ----- |
| 1    | Pietro Cigni         | 15  | 12  | 12  | 12  |     |     | 51    |
| 2    | Alessandro Franco    | 10  | 5   | 8   | 15  |     |     | 38    |
| 3    | Simone Scattolin     | 12  | 10  | 15  | Rit |     |     | 37    |
| 4    | Rudy Briani          | 8   | 15  | Rit |     |     |     | 23    |
| 5    | Johan Grönvall       | 6   | 8   | 5   |     |     |     | 19    |
| 6    | Alessandro Arnaboldi | Rit | 0   | 2   | 10  |     |     | 12    |
| 7    | Damian Trzonkowski   |     |     | 10  |     |     |     | 10    |
| 8    | Justin Bardini       |     | 6   | 4   |     |     |     | 10    |
| 9    | Patric Öhman         |     |     |     | 8   |     |     | 8     |
| 10   | Alexander Hirsch     | 5   | 3   |     |     |     |     | 8     |
| 11   | Sergio Raccuia       | 3   | 2   | 3   | Rit |     |     | 8     |
| 12   | Sergiu Itu           |     |     | 6   |     |     |     | 6     |
| 12   | Francesco Pezzoli    | 0   | 0   |     | 6   |     |     | 6     |
| 14   | Marco Menchini       | 0   | 0   | 0   | 5   |     |     | 5     |
| 15   | Fabio Grimaldi       | 4   | 0   | 1   |     |     |     | 5     |
| 16   | Francesco Cardinali  | Rit | 4   | 0   |     |     |     | 4     |
| 16   | Nicolò Gonella       | Rit |     | 0   | 4   |     |     | 4     |
| 18   | Pietro Elia Ometto   | 0   | 0   | Rit | 3   |     |     | 3     |
| 19   | Antti Haapala        | 2   |     |     |     |     |     | 2     |
| 19   | Genny Moruzzi        |     |     |     | 2   |     |     | 2     |
| 21   | Alexandre Chioso     | 1   |     |     |     |     |     | 1     |
| 21   | Federico Fiorini     |     | 1   |     |     |     |     | 1     |
| 21   | Roberta Franzoni     | Rit | 0   | 0   | 1   |     |     | 1     |
| Pos. | Pilota               | CFO | VOR | ADR | SMA | NVE | MAR | Punti |